# ایالت پنجاب (پاکستان)
ایالت پنجاب دومین ایالت بزرگ کشور پاکستان است. مرکز این ایالت لاهور می‌باشد.
ایالت پنجاب پرجمعیت‌ترین ایالت پاکستان است. همچنین این منطقه پر درآمدترین منطقهٔ پاکستان است که بخش عظیمی از درآمد آن از کشاورزی در جلگه‌های اطراف رود آیند به‌دست می‌آید.
زبان رایج در این ایالت زبان پنجابی است. پس از زبان پنجابی زبان‌های اردو، بلوچی و انگلیسی نیز در این ایالت رواج دارند.
منطقهٔ پنجاب بین دو کشور پاکستان و هند تقسیم شده‌است که بخش عظیمی از آن در پاکستان قرار دارد.
فرماندار پیشین این منطقه شهباز شریف بود که در پی کنار گذاشته شدن عمران خان از نخست‌وزیری، به این مقام رسید.

## نگارخانه

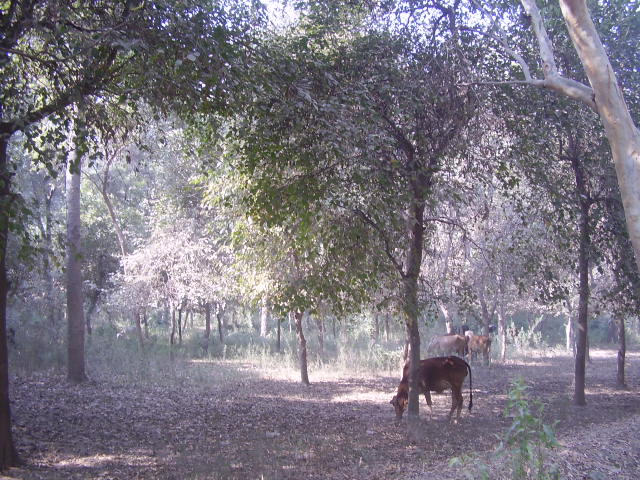
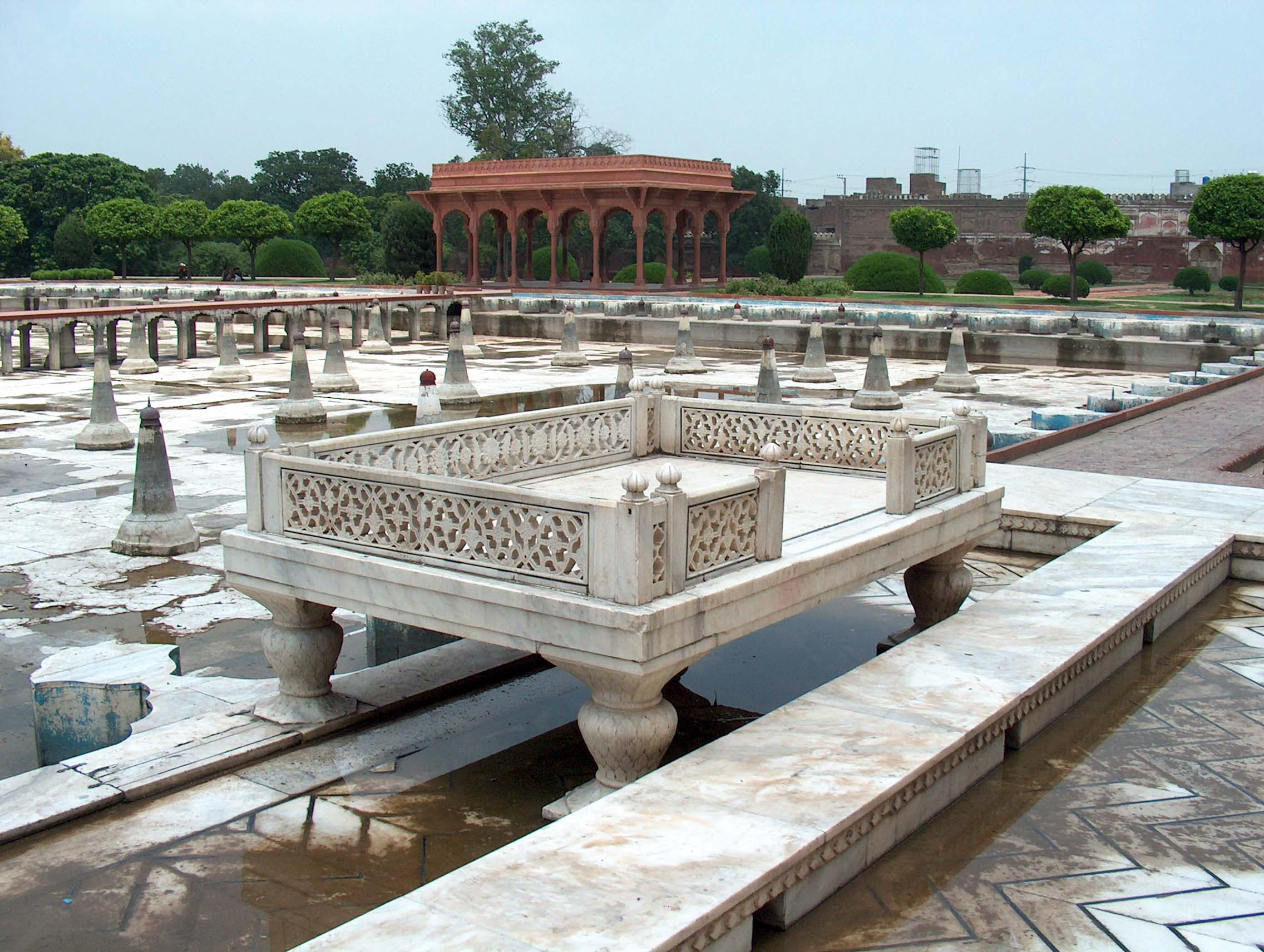
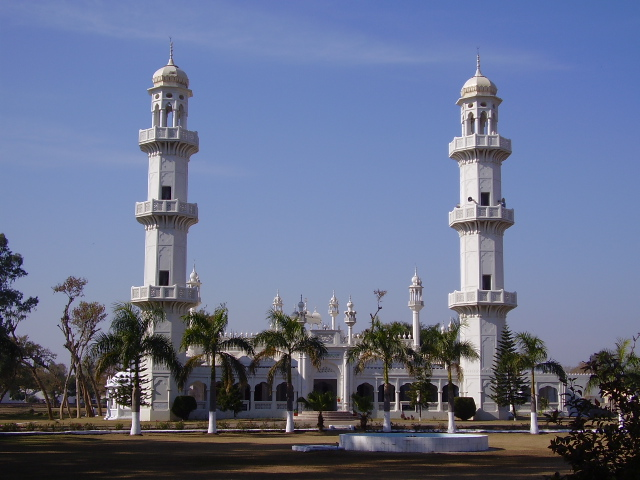
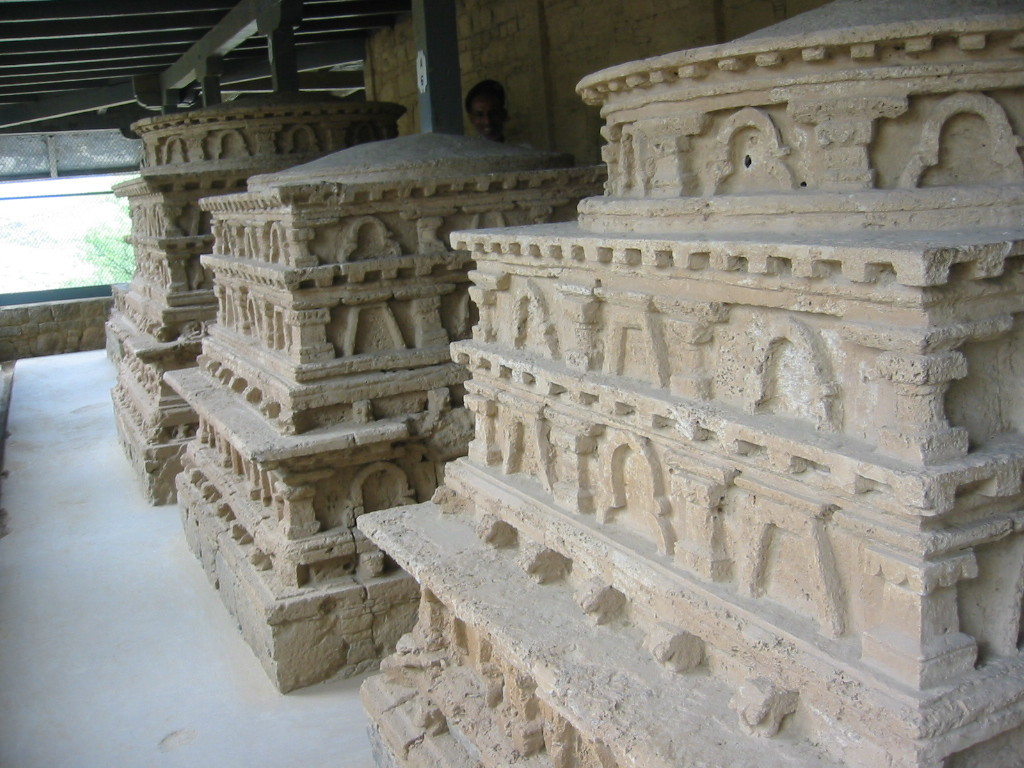
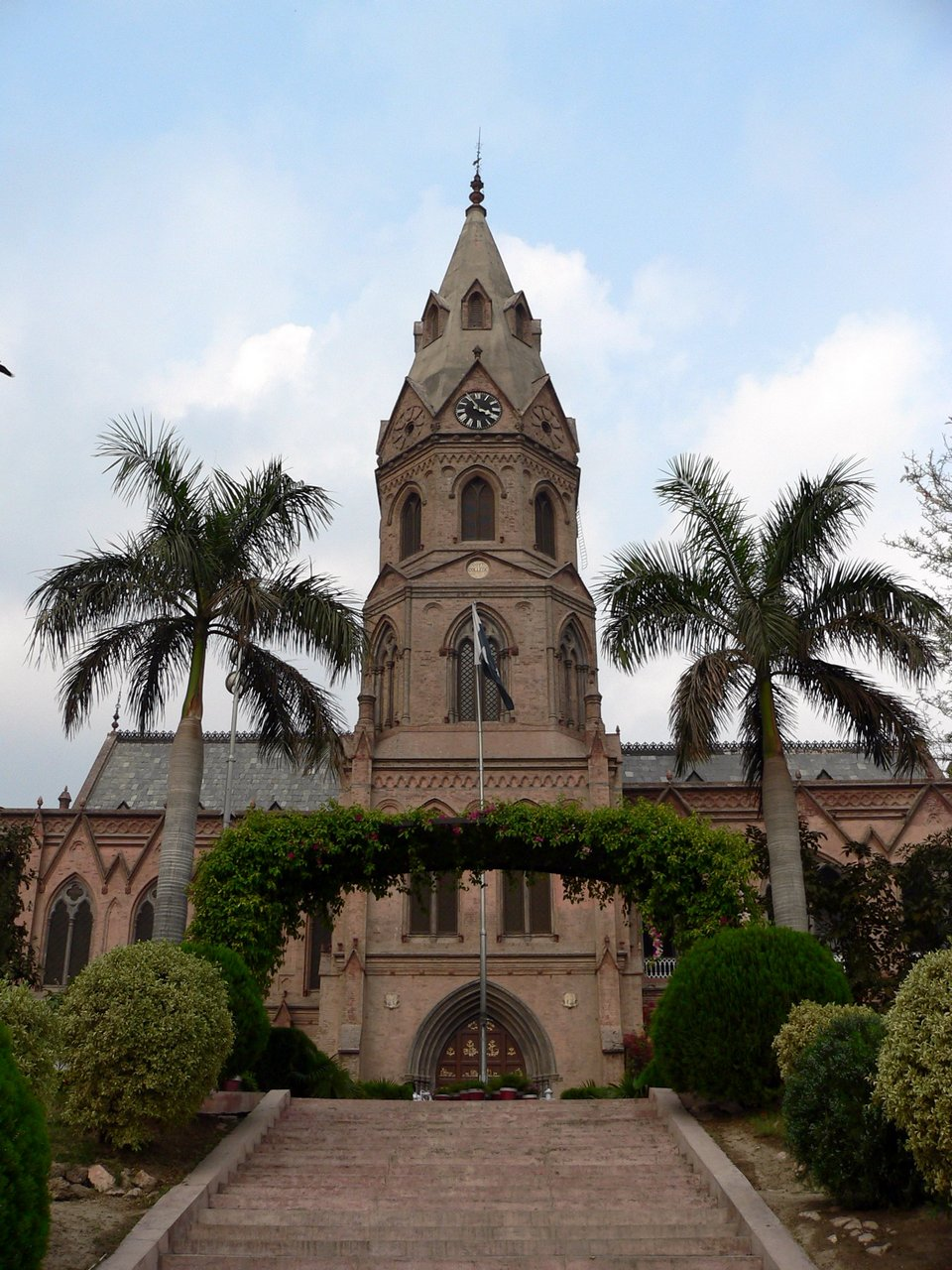
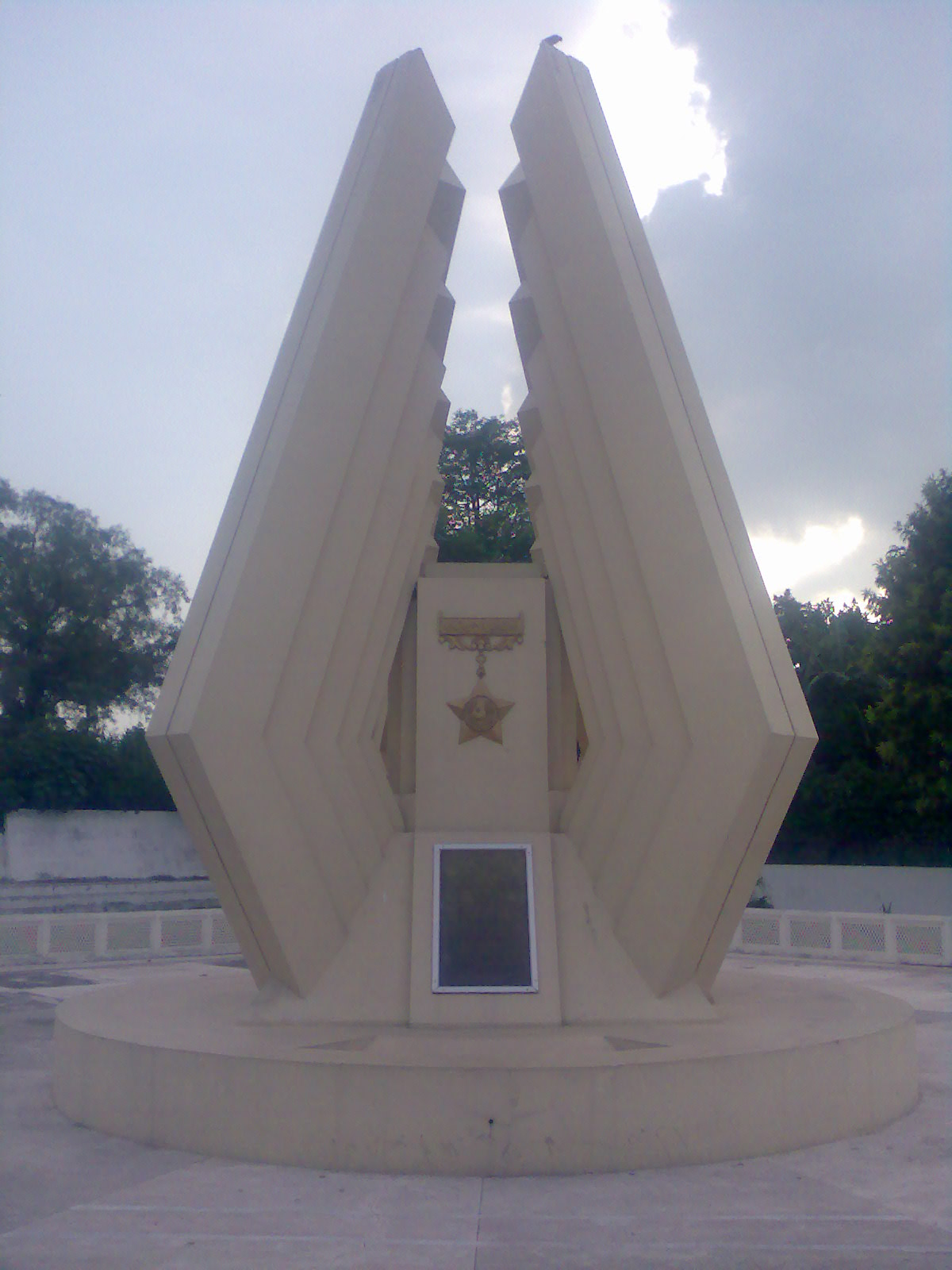
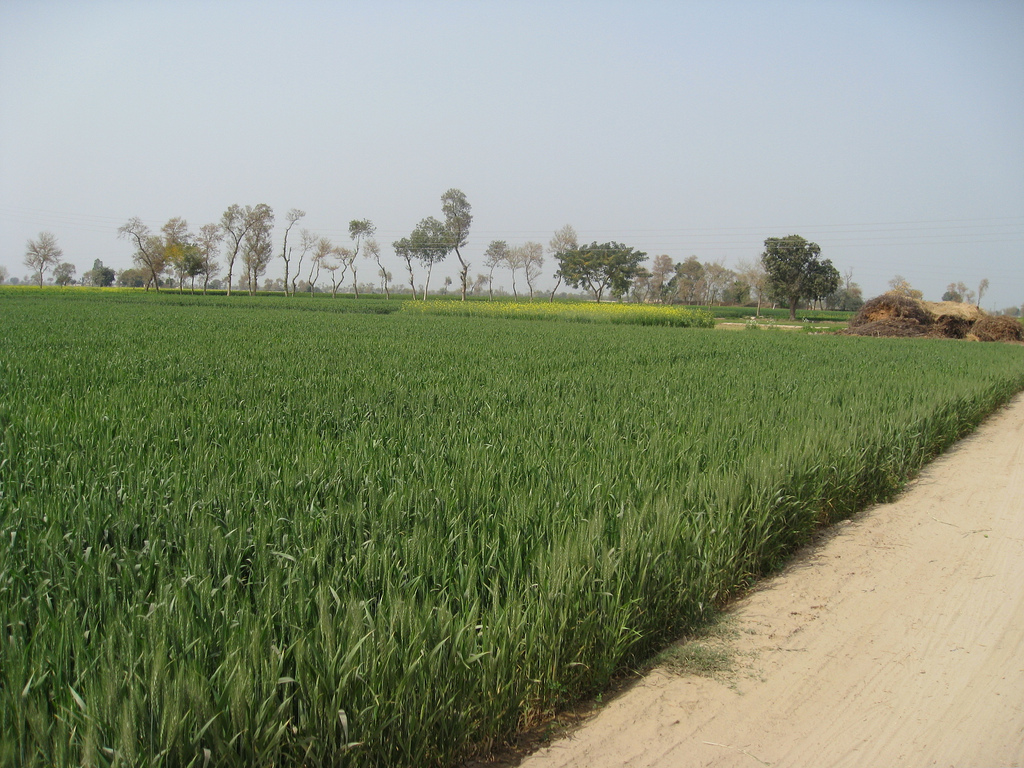
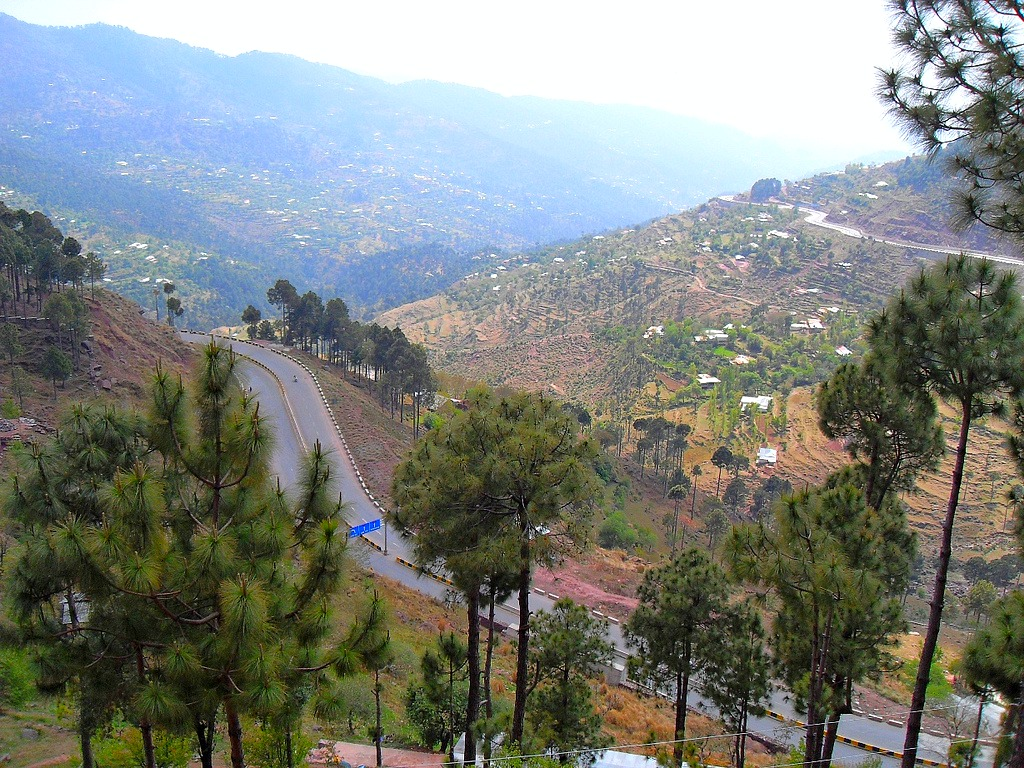
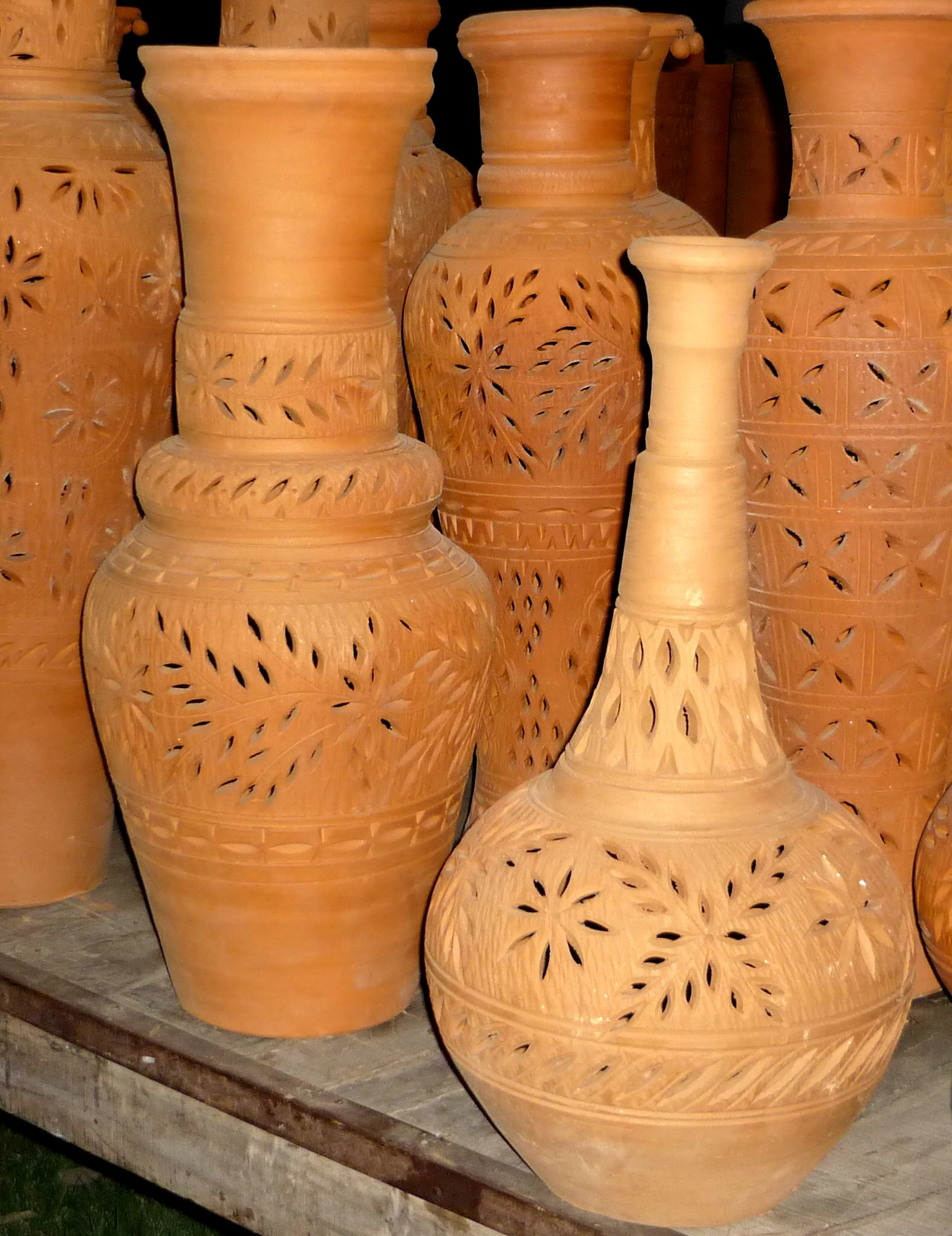
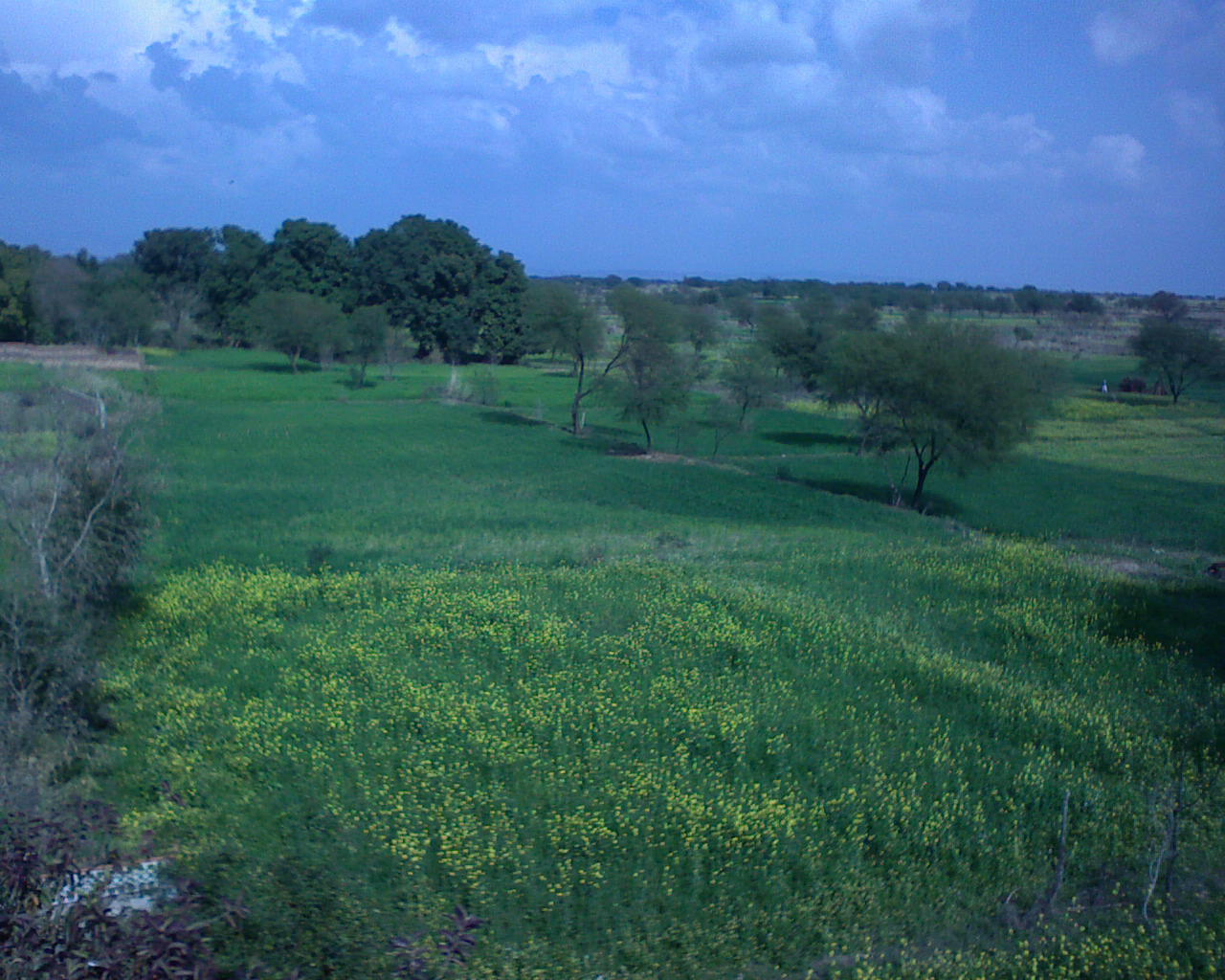